# Senecio pulcher
Senecio pulcher es una especie de  planta ornamental;  endémica de Argentina, Brasil y Uruguay. 
Esta especie es citada en Flora Brasiliensis por Carl Friedrich Philipp von Martius.

## Ecología
Se la halla en suelos anegados de valles, laderas húmedas y vertientes. Es adventicia en lugares rocosos y anegados

## Descripción
Es una herbácea perenne, estival, erecta. Posee rosetas basales con 4-12 hojas por roseta,  tallos muy hojosos,  hojas delgadas, finas, de 3 x 0,5 cm, las superiores pequeñas, pecíolo de 17 a 24 mm. Inflorescencia compuesta, llamativa, bellísima, muy grande, flores centrales amarillentas y marginales liguladas de color purpureo intenso. Florece antes de otoño. Se la cultiva como ornamental en muchas regiones del mundo. 

## Taxonomía
Senecio pulcher fue descrita por Hook. & Arn.  y publicado en Journal of Botany, being a second series of the Botanical Miscellany 3: 337. 1841.
Etimología
Ver: Senecio
pulcher: epíteto latíno que significa "preciosa".
Sinonimia:
- Chaptalia denticulata Spreng. ex Baker
- Senecio icoglossus DC.
- Senecio icoglossus var. araneosus DC.[3]